# César Mendoza
César Leonidas Mendoza Durán (Santiago de Chile, 11 de setembro de 1918 - 13 de setembro de 1996) foi um militar, politico e ginete chileno, especialista em saltos, medalhista olímpico. 

## Carreira
César Mendoza representou seu país nos Jogos Olímpicos de Verão de 1952 com o cavalo Pillán na qual conquistou a medalha de prata nos saltos por equipes.  Também foi medalhista em Jogos Pan-Americanos.